# Élections législatives bhoutanaises de 2013
Des élections législatives ont lieu au Bhoutan le 31 mai et le 13 juillet 2013. Elles sont remportées par le Parti démocratique populaire, qui obtient 32 des 47 sièges à l'Assemblée nationale.
Le scrutin voit la victoire du principal parti d'opposition, le Parti vertueux du Bhoutan. Il s'agit de la première alternance politique du pays, cinq ans à peine après l'instauration d'un régime parlementaire démocratique en 2008.

## Partis candidats
Outre les deux principaux partis, le Parti vertueux du Bhoutan au pouvoir et le Parti démocratique du peuple, situé dans l'opposition, font leur apparition le Druk Nymrub Tshogpa (DNT) et le Druck Chirwang Tshogpa (DCT), tous deux menés par des femmes.

## Mode de scrutin
Les élections ont lieu dans 47 circonscriptions selon un mode de scrutin uninominal majoritaire à deux tours modifié. Les partis autorisés présentent des candidats dans chaque circonscriptions au premier tour, mais celui ci n'a qu'un rôle de primaire, et seuls les deux partis arrivés en tête au niveau national peuvent se présenter au second tour, qui fait office de réelle élection. Les candidats de l'un ou l'autre parti arrivés en tête dans leurs circonscription au second tour sont déclarés élus. Il est fait recours à des machines à voter dans l'ensemble du pays, ce qui rend inexistants les votes blancs ou invalides.

## Campagne
La présidente du Druk Nyamrup Tshogpa et plusieurs de ses candidats arrivent en tête de leurs circonscriptions au premier tour. Leur parti ayant été éliminé pour le ballottage, ils se rallient au Parti démocratique populaire qui les investit dans leurs circonscriptions respectives.

## Résultats
|                        |                                    |              |              |              |             |               |             |               |  |
| Partis politiques      | Partis politiques                  | Premier tour | Premier tour | Premier tour | Second tour | Second tour   | Second tour | Second tour   |  |
| Partis politiques      | Partis politiques                  | Votes        | %            | +/–          | Votes       | %             | Sièges      | +/–           |  |
|                        | Parti démocratique populaire (PDP) | 68 650       | 32,53        | 0,43         | 138 760     | 54,88         | 32          | 30            |  |
|                        | Parti vertueux du Bhoutan (DPT)    | 93 949       | 44,52        | 22,52        | 114 093     | 45,12         | 15          | 30            |  |
|                        | Parti de l'unité du Bhoutan (DNT)  | 35 962       | 17,04        | Nv.          |             |               | 0           | en stagnation |  |
|                        | Parti du peuple du Bhoutan (DCT)   | 12 457       | 5,90         | Nv.          | 0           | en stagnation |             |               |  |
|                        |                                    |              |              |              |             |               |             |               |  |
| Total                  | Total                              | 211 018      | 100          | –            | 252 853     | 100           | 47          | en stagnation |  |
| Abstention             | Abstention                         | 170 772      | 44,73        |              | 128 937     | 33,77         |             |               |  |
| Inscrits/Participation | Inscrits/Participation             | 381 790      | 55,27        | 381 790      | 66,23       |               |             |               |  |

| Code   | Nom                                                   | Député élu            | Parti |
| ------ | ----------------------------------------------------- | --------------------- | ----- |
| NA0101 | Chhoekhor Tang                                        | Pema Gyamtsho         | DPT   |
| NA0102 | Chhumig Ura                                           | Tshewang Jurmi        | PDP   |
| NA0201 | Bongo Chapchha                                        | Dawa Gyaltshen        | PDP   |
| NA0202 | Phuentshogling                                        | Rizin Dorji           | PDP   |
| NA0301 | Drukjeygang Tseza                                     | Karma Dorji           | PDP   |
| NA0302 | Lhamoi Dzingkha Tashiding                             | Ngeema Sangay Tshempo | PDP   |
| NA0401 | Khamaed Lunana                                        | Pema Drukpa           | PDP   |
| NA0402 | Khatoed Laya                                          | Damcho Dorji          | PDP   |
| NA0501 | Bji Kar-tshog Uesu                                    | Kinley Om             | PDP   |
| NA0502 | Sangbaykha                                            | Tshering Tobgay       | PDP   |
| NA0601 | Gangzur-Minjey                                        | Karma Rangdol         | DPT   |
| NA0602 | Maenbi Tsaenkhar                                      | Yeshey Dorji          | PDP   |
| NA0701 | Dramedtse Ngatshang                                   | Ugyen Wangdi          | DPT   |
| NA0702 | Kengkhar Weringla                                     | Rinzin Jamtsho        | DPT   |
| NA0703 | Monggar                                               | Jigme Zangpo          | PDP   |
| NA0801 | Dokar Sharpa                                          | Kezang Wangmo         | PDP   |
| NA0802 | Lamgong Wangchang                                     | Khandu Wangchuk       | DPT   |
| NA0901 | Khar Yurung                                           | Zangley Dukpa         | DPT   |
| NA0902 | Nanong Shumar                                         | Jigme Thinley         | DPT   |
| NA0903 | Nganglam                                              | Choida Jamtsho        | DPT   |
| NA1001 | Kabisa Talog                                          | Dophu Dukpa           | PDP   |
| NA1002 | Lingmukha Toedwang                                    | Chimi Dorji           | PDP   |
| NA1101 | Dewathang Gomdar                                      | Mingbo Dukpa          | PDP   |
| NA1102 | Jomotsangkha Martshala                                | Pelzang Wangchuk      | PDP   |
| NA1201 | Dophuchen Tading                                      | Tek Bahadur Subba     | PDP   |
| NA1202 | Phuentshogpelri Samtse                                | Dina Nath Dungyel     | PDP   |
| NA1203 | Tashichhoeling                                        | Ritu Raj Chhetri      | PDP   |
| NA1204 | Ugyentse Yoeseltse                                    | Madan Kumar Chhetri   | PDP   |
| NA1301 | Gelegphu                                              | Gopal Gurung          | PDP   |
| NA1302 | Shompangkha                                           | Rizin Dorje           | PDP   |
| NA1401 | North Thimphu Thromde Kawang Lingzhi Naro Soe         | Kinga Tshering        | DPT   |
| NA1402 | South Thimphu Thromde Chang Darkarla Ge-nyen Maedwang | Yeshey Zimba          | DPT   |
| NA1501 | Bartsham Shongphu                                     | Wangdi Norbu          | DPT   |
| NA1502 | Kanglung Samkhar Udzorong                             | Norbu Wangchuk        | PDP   |
| NA1503 | Radhi Sagteng                                         | Jigme Wangchuk        | DPT   |
| NA1504 | Thrimshing                                            | Dorji Choden          | PDP   |
| NA1505 | Wamrong                                               | Karma Tenzin          | PDP   |
| NA1601 | Boomdeling Jamkhar                                    | Dupthob               | DPT   |
| NA1602 | Khamdang Ramjar                                       | Sonam Dondup Dorjee   | PDP   |
| NA1701 | Draagteng Langthil                                    | Namgay Dorji          | PDP   |
| NA1702 | Nubi Tangsibji                                        | Nidup Zangpo          | DPT   |
| NA1801 | Kilkhorthang Mendrelgang                              | Yogesh Tamang         | PDP   |
| NA1802 | Sergithang Tsirangtoed                                | Novin Darlami         | PDP   |
| NA1901 | Athang Thedtsho                                       | Tandin Wangchuk       | PDP   |
| NA1902 | Nyishog Saephu                                        | Kuenga                | PDP   |
| NA2001 | Bardo Trong                                           | Lekey Dorji           | PDP   |
| NA2002 | Panbang                                               | Dorji Wangdi          | DPT   |

### Cartes

Résultats du 1er tour par circonscription
Résultats du 2e tour par circonscription